# Крижанівська Віра Іванівна
Крижанівська Віра Іванівна (у шлюбі Семенова; псевдонім Рочестер, Rochester W. I.;  14 червня 1857— 29 грудня 1924) — російська письменниця.

## Біографія
Батько — зі старовинного дворянського роду Тамбовської губернії, генерал-майор артилерії Іван Антонович Крижанівський; мати — з сім'ї аптекаря.
Після смерті батька (1871) Крижанівська була у 1872 році прийнята до Катерининського інституту (Петербурзьке училище ордена Св. Катерини) (Фонтанка, 36), де навчалася за казенний рахунок (казеннокоштною вихованкою) Закінчила інститут у 1877 році.
Стала дружиною відомого спірита Сергія Валер'яновича Семенова, — з 1894 служив у Власній Й. І. В. канцелярії, з 1904 камергер.
У 1880-90-х рр. жила в Західній Європі. З дитинства Крижанівська цікавилася давньою історією і окультизмом, виступала на сеансах в якості медіума. Усе це значною мірою відбилося у її літературному доробку. Слідуючи традиції, поширеній серед спіритів, Крижанівська стверджувала, що її романи були продиктовані їй духом англійського поета XVII ст. Джона Вілмота, графа Рочестера, який вірував у посмертне існування душі на землі (звідси її псевдонім, який вона ставила на творах поряд зі своїм прізвищем). Писала французькою мовою, а потім перекладала на російську. За роман "Залізний канцлер Стародавнього Єгипту" отримала визнання Французької Академії Наук і почесне звання "Officier de l'Academie Française" - за вишуканість мови і історичні відомості, які вченими-єгиптологами були визнані видатними.
Після революції емігрувала до Естонії. Більше двох років працювала на лісопильному заводі, де непосильна фізична праця підірвала її здоров'я.
Похована на Олександро-Невському цвинтарі в Талліні.

## Твори
жіночі романи:
- Торжище шлюбу (СПб., 1893)
- Рекенштейни (СПб., 1894)
- Рай без Адама (П., 1917)
- Голгофа жінки
- Помста єврея
- Болотна квітка (1912)
- Кобра Капела (1902)
- Варфоломіївська ніч 1896

історичні романи:
- про Стародавній Єгипет
  - Два сфінкса, Спб, 1892
  - Цариця Хатасу, СПб., 1894
  - Залізний канцлер стародавнього Єгипту, СПб., 1899 (знак відмінності Французької академії)
  - Фараон Мернефта, СПб., 1907
- про Стародавній Рим
  - Сим виграєш, СПб., 1893
  - Геркуланум, СПб., 1895
  - Епізод з життя Тиберія, СПб., 1906
- про Середньовіччя
  - На рубежі, СПб., 1901
  - Світочі Чехії, СПб., 1904 (почесний відгук Академії наук)
  - Бенедиктинське абатство, СПб., 1908

окультні романи:
- На сусідній планеті, СПб., 1903
- Пекельні чари, СПб., 1910
- В іншому світі, СПб., 1911
- Дочка чаклуна, СПб., 1913
- У царстві темряви, СПб., 1914
- Мертва петля 1906
- Злий дух (1932)
- З Мороку до Світла. 1904
- Літун 1933
- пенталогія
  - Еліксир життя, СПб., 1901
  - Маги, СПб., 1902
  - Гнів божий, СПб., 1910
  - Смерть планети, СПб., 1911
  - Законодавці, П., 1916